# (30718) Records
(30718) Records – planetoida z pasa głównego asteroid okrążająca Słońce w ciągu 4 lat i 219 dni w średniej odległości 2,77 j.a. Została odkryta 14 września 1955 roku w Goethe Link Observatory (Indiana Asteroid Program) w Brooklynie w stanie Indiana. Nazwa planetoidy pochodzi od Brendy Records (ur. 1946), pracownika Departamentu Astronomii na Uniwersytecie Indiana przez ponad 20 lat. Przed nadaniem nazwy planetoida nosiła oznaczenie tymczasowe (30718) 1955 RB1.